# (73608) 4155 T-2
(73608) 4155 T-2 – planetoida z pasa głównego asteroid okrążająca Słońce w ciągu 3,31 lat w średniej odległości 2,22 j.a. Odkryta 29 września 1973 roku.